# Getto w Kopyczyńcach
Getto w Kopyczyńcach – getto dla ludności żydowskiej zorganizowane przez okupacyjne władze hitlerowskie w czasach II wojny światowej w Kopyczyńcach.
W czerwcu 1942 roku w Kopyczyńcach mieszkało 3123 Żydów. Jeszcze przed utworzeniem getta, 30 września 1942 roku do obozu śmierci w Bełżcu deportowano ponad 1000 Żydów a ponad 50 osób zabito na miejscu. W październiku 1942 do Kopyczyniec przesiedlono pewną liczbę Żydów z Chorostkowa.
Getto utworzono 1 grudnia 1942 roku na mocy rozporządzenia Obergruppenführera SS Krügera. Umieszczono w nim około 3 tys. Żydów.
Pierwszą akcję eksterminacyjną w getcie przeprowadzono 15 kwietnia 1943 roku, w której rozstrzelano około 500 osób. Obszar getta zmniejszono, pomimo przesiedlenia do niego w maju 1943 części Żydów z Buczacza.
Do likwidacji getta przystąpiono 3 czerwca 1943 roku. Podczas pędzenia Żydów na miejsce egzekucji konwojujących ich policjantów zaatakował partyzancki oddział żydowski, dzięki czemu część ofiar zdołała uciec. Tego dnia Sipo z Czortkowa przy pomocy ukraińskiej policji rozstrzelała około 2 tysięcy Żydów. Do lipca 1943 roku niemieccy i ukraińscy policjanci przeprowadzali obławy na zbiegów, których po schwytaniu na miejscu rozstrzeliwano.
Po wojnie ofiarom likwidacji getta wystawiono pomnik.